# 베이직 (영화)
《베이직》(영어: Basic)은 미국과 독일에서 제작된 존 맥티어넌 감독의 2003년 범죄 액션 스릴러 영화이다. 존 트러볼타, 코니 닐센, 새뮤얼 L. 잭슨 등이 출연하였고, 마이크 메더보이 등이 제작에 참여하였다.
평단으로부터 대체로 부정 평가를 받았으며, 극장가 흥행에 실패하였다.

## 출연진
- 존 트러볼타
- 코니 닐센
- 새뮤얼 L. 잭슨
- 팀 데일리
- 지어바니 리비시
- 브라이언 밴홀트
- 테이 디그스
- 대시 마이혹
- 크리스티안 데라푸엔테
- 로즐린 샌체즈
- 해리 코닉 주니어

## 기타 제작진
- 공동 제작: 루이스 필립스, 드로르 소레프
- 배역: 팻 매코클
- 미술: 데니스 브래드퍼드
- 의상: 케이트 해링턴
- 스턴트: 조던 페리